# Fijałkowscy herbu Ślepowron
Fiałkowscy vel Fijałkowscy herbu Ślepowron – rodzina szlachecka wywodząca się z Mazowsza. Kolejni przedstawiciele tej rodziny używali często różnej pisowni nazwisk. Dom starodawny: początki rodu sięgają wieku XV. Na przełomie XVII i XVIII stulecia Fiałkowscy rozgałęzieni już byli w ziemi lubelskiej, smoleńskiej i czerskiej (później także w Wielkopolsce, w Galicji i w Prusach).
Benedykt Fiałkowski był podczaszym smoleńskim, a Józef Kazimierz Fiałkowski kanclerzem kolegiaty lubelskiej. Syn Mikołaja i Katarzyny z Jukowskich, Józef Tadeusz Fijałkowski był generałem adiutantem królewskim (1784), chorążym horodelskim (1789) i komisarzem cywilno-wojskowym województwa brzeskokujawskiego; żonaty z Zofią de Wilardzy pozostawił dwóch synów: Ludwika i Wojciecha. Synowie Ludwika i Jadwigi z Sypniewskich, Aleksander i Wiktor w 1839, a syn Wojciecha i Balbiny z Moraczewskich, Józef w 1849, udowodnili swoje szlacheckie pochodzenie w Królestwie Polskim. W Galicji uczynił to wcześniej Teodor Fiałkowski. Wydział Stanów już w 1808 potwierdził mu dawne polskie szlachectwo i nadał rodzinie indygenat austriacki. Urodzony w ziemi halickiej wnuk Teodora i Heleny z Soniewieckich, Alfred Fiałkowski był naczelnikiem Wydziału Buchalterji Towarzystwa Drogi Żelaznej Warszawsko-Wiedeńskiej, a równocześnie był radcą finansowym Banku Handlowego w Warszawie.
Fijałkowscy po raz pierwszy wpisali się na karty historii europejskiej w okresie Wiosny Ludów. W lecie 1849 pułkownik Aleksander Fijałkowski, stojąc na czele Legionu Mickiewicza (utworzył go we Włoszech w celu walki z Austriakami Adam Mickiewicz), wziął udział w obronie Republiki Rzymskiej. Legion pod dowództwem Fijałkowskiego odznaczył się chlubnie, broniąc Rzym przed połączonymi siłami austriacko-francuskimi i za męstwo był wielokrotnie wymieniany w rozkazach dziennych dowódcy armii, generała Garibaldiego.
Chlubnie zapisali się też Ślepowron Fijałkowscy w historii kościoła rzymskokatolickiego. Antoni Melchior Fijałkowski (ur. 3 stycznia 1778, zm. 5 października 1861), teolog i działacz patriotyczny, w 1856 został arcybiskupem metropolitą warszawskim. Arcybiskup Fijałkowski, po krwawym stłumieniu patriotycznej demonstracji (pięciu zabitych i kilkunastu rannych) na Placu Zamkowym, 27 lutego 1861 w Warszawie przez wojsko rosyjskie, złożył namiestnikowi carskiemu protest i przewodniczył uroczystościom pogrzebowym, które stały się początkiem ogólnonarodowych manifestacji patriotycznych. Dzięki swej postawie Fijałkowski uznany został powszechnie przywódcą narodu. Po śmierci pochowany został w podziemiach katedry warszawskiej. Jego pogrzeb stał się manifestacją patriotyczną całego społeczeństwa. W odpowiedzi na nią namiestnik carski Lambert ogłosił stan wojenny.
Wiadomo że w XX wieku posiadaczka ziemska, Eleonora Fijałkowska, miała posiadłość ziemską w Tewczycach znajdujących się w ówczesnym województwie tarnopolskim.